# Cadastres d'Orange

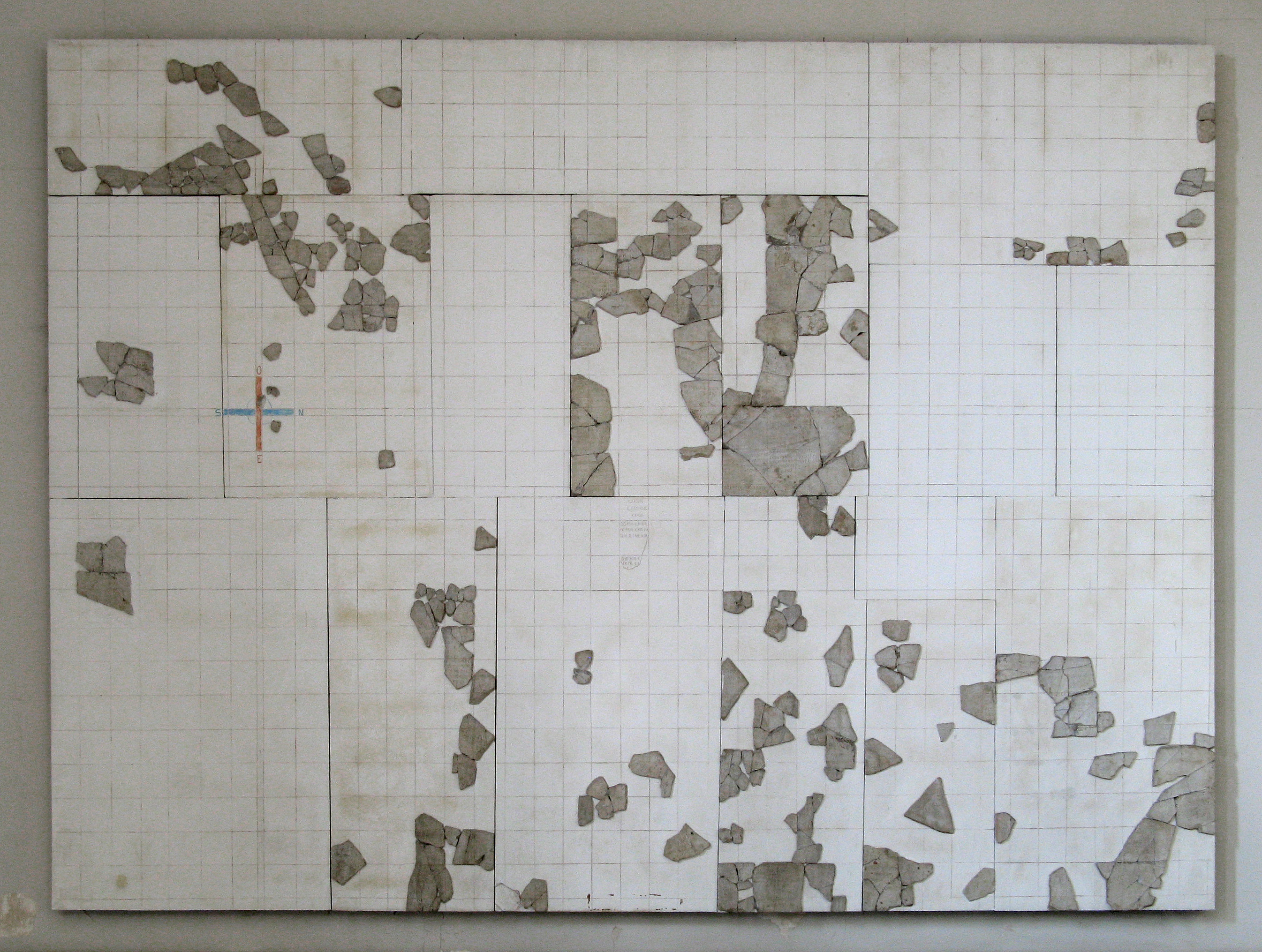
Extrait du cadastre B.

Les cadastres d'Orange sont trois centuriations romaines mises en œuvre sur le territoire de la colonie romaine d'Arausio (actuelle Orange) en Gaule narbonnaise ainsi que sur le territoire des cités et colonies limitrophes.
Les premières découvertes de documents relatifs à ces cadastres datent du XIXe siècle. Des fouilles menées entre 1949 et 1952 à proximité du théâtre antique d'Orange ont mis au jour une grande quantité de marbres qui se trouvent être des fragments de trois tables cadastrales différentes qui divisaient le territoire de la colonie d'Orange ainsi que des cités environnantes à des fins d'exploitation du sol. Elles ont tout d'abord été analysées uniquement par l'épigraphie, puis l'état des connaissances s'est enrichi depuis les années 1980 grâce au développement de l'archéologie préventive et de méthodes d'archéologie spatiale.

## Cadre
La cité d’Orange se trouve en territoire tricastin, dans la moyenne vallée du Rhône. La mention la plus ancienne remonte à Tite-Live qui évoque le passage de l’armée d’Hannibal se dirigeant dans la péninsule italienne. La région passe sous contrôle romain à la suite de la conquête de la Transalpine. Ce n'est toutefois qu’après la conquête des Trois Gaules par Jules César que la colonie d’Orange fut fondée en 35 av. J.-C. par l’installation des vétérans de la legio II Gallica comme Colonia Julia Secundanorum Arausio. Dotée d’une enceinte ceinturant un territoire urbain d’environ 70 ha, la cité connaît un développement monumental, notamment marqué par un théâtre d’époque augustéenne et un arc de triomphe du début du Ier siècle apr. J.-C. Le territoire de la colonie s’étend notamment dans la plaine d’Orange, en rive gauche du Rhône, un fleuve dont les auteurs antiques montrent déjà la dangerosité. Sa déclivité en amont d’Orange est en effet de 0,76-0,80 m par kilomètre, à la grande différence par exemple de la Loire dont la déclivité est seulement de 0,10 m/km. La géologie de la plaine d’Orange ainsi que des autres plaines du Rhône méridional est caractérisée par d’importantes couches alluvionnaires utiles notamment au développement de l'agriculture. Aucune trace de mise en valeur agricole de la plaine d'Orange antérieure à la période augustéenne n'est documentée.

## Historiographie des recherches
L’architecte Auguste Caristie, chargé de la restauration du théâtre antique d'Orange, découvre en 1856 un fragment en marbre qu’il fait enregistrer mais qui est désormais perdu. Transmis à Theodor Mommsen de la Humboldt-Universität zu Berlin, ce fragment du cadastre B est enregistré au sein du CIL d’après une version toutefois incomplète. D’autres fragments sont découverts à la fin du XIXe siècle, en 1886 puis 1888 notamment. De nouvelles études sont entreprises, notamment à l’aune des travaux de l’épigraphiste Auguste Allmer et du sociologue Max Weber. Ce premier écrit : « Ce fragment [celui découvert en 1886] nous parait provenir d’une inscription importante, vraisemblablement une sorte de registre estimatif, divisé par articles et par cases ». C'est toutefois Weber qui reconnait que les divisions correspondent à des centuries. Mommsen et Weber tentent tous deux de faire correspondre ces inscriptions découvertes aux écrits des arpenteurs romains, et plus particulièrement Hygin le Gromatique. D’autres fragments sont peu à peu découverts ou redécouverts, soit sortis de collections, soit trouvés lors de travaux d’aménagement. C'est par exemple le cas du texte des Merides, trouvé en 1904 et analysé dans les années suivantes mais plus intensivement seulement entre 1941 et 1943. L’historien allemand Adolf Schulten les définit comme appartenant à un grand cadastre augustéen réalisé en 27 av. J.-C.
Un tournant intervient lors des travaux d’aménagement menés en 1949 par la banque Société Marseillaise de Crédit dans l’une de ses succursales d’Orange. Rue de la République, à proximité immédiate du théâtre où le premier fragment de marbre a été trouvé, la construction d’une chambre forte, nécessitant le creusement d’une pièce souterraine située trois mètres plus bas que le niveau de la rue, met au jour un grand nombre de fragments. Robert Amy, architecte des bâtiments de France et archéologue, prend alors contact avec le Directeur de la circonscription des Antiquités historiques Joseph Sautel, qui s’est notamment fait connaître pour les fouilles qu’il a dirigées à Vaison-la-Romaine. Grâce à la bonne volonté de l’aménageur, des fouilles sont menées entre 1949 et 1953, à l’emplacement de la future banque, mais également sur les cours et autres espaces fouillables à proximité immédiate. Deux évènements notables marquent les fouilles : en 1950, à trois mètres de profondeurs, est découvert, selon les mots de Sautel, un « nid de marbres » de 1,5 mètre de hauteur, et en 1951 l’inscription de Vespasien qui délimitait ce « nid ».
L’Académie des inscriptions et belles-lettres est rapidement avertie par une série de communications. La première publication réunit en 1955 le chanoine Sautel et André Piganiol, titulaire de la chaire d'histoire de la civilisation romaine au Collège de France : « Inscriptions cadastrales d'Orange » est la première synthèse à paraître sur les fouilles menées depuis 1949, dans la revue Gallia. Le caractère cadastral de plusieurs ensembles distincts, dits A, B et C, avait été souligné par Sautel en 1952. Après la mort de Sautel en 1955, Piganiol prend la direction des travaux et publie alors en 1962 l’unique synthèse sur le sujet : Les Documents cadastraux de la colonie romaine d'Orange, seizième supplément à Gallia. La synthèse prend en compte toutes les découvertes archéologiques, mais aussi tous les apports des épigraphistes qui ont été les premiers à s’intéresser au sujet, tout en intégrant également les travaux novateurs de l’ingénieur Max Guy grâce sur la photo-interprétation.
Les études les plus récentes concernent un fragment de la carte B (CIL 1244) qui semble avoir été replacé à un dizaines de kilomètres au nord d'Orange, près du chateau de Massillan (G. Chouquer et R. Gonzalez Villaescusa, 2022)[réf. incomplète].